# Astragalus harirudensis
Astragalus harirudensis es una especie de planta del género Astragalus, de la familia de las leguminosas, orden Fabales.

## Distribución
Astragalus harirudensis se distribuye por Afganistán.

## Taxonomía
Fue descrita científicamente por Zarre & Podlech. Fue publicada en Feddes Repert. 116: 56 (2005).